# Heineken Trophy 2001
Heineken Trophy 2001 — тенісний турнір, що проходив на кортах із трав'яним покриттям у Гертогенбосі (Нідерланди). Належав до серії International у рамках Туру ATP 2001, а також серії Tier III в рамках Туру WTA 2001. Тривав з 18 до 24 червня 2001 року.

## Фінальна частина

### Одиночний розряд, чоловіки
Ллейтон Г'юїтт —  Гільєрмо Каньяс 6–3, 6–4
- Для Г'юїтта це був 3-й титул за сезон і 11-й - за кар'єру.

### Одиночний розряд, жінки
Жустін Енен —  Кім Клейстерс 6–4, 3–6, 6–3
- Для Енен це був 3-й титул за сезон і 4-й — за кар'єру.

### Парний розряд, чоловіки
Паул Гаргейс /  Шенг Схалкен —  Мартін Дамм /  Цирил Сук 6–4, 6–4
- Для Гаргейса це був 2-й титул за сезон і 53-й — за кар'єру. Для Схалкена це був 2-й титул за сезон і 10-й — за кар'єру.

### Парний розряд, жінки
Руксандра Драгомір Іліє /  Надія Петрова —  Кім Клейстерс /  Міріам Ореманс 7–6(7–5), 6–7(5–7), 6–4
- Для Драгомір Іліє це був єдиний титул за сезон і 9-й — за кар'єру. Для Петрової це був 1-й титул за рік і 1-й — за кар'єру.